# Теорема Сильвестра — Галлаї
Теорема Сильвестра — класичний результат комбінаторної геометрії про конфігурації прямих на площині.

## Формулювання
На площині дано скінченне число точок, причому таке, що будь-яка пряма, яка проходить через дві з даних точок, містить ще одну дану точку. Тоді всі дані точки лежать на одній прямій.

## Про доведення
Теорема Сильвестра знаменита тим, що її досить складно довести безпосередньо і при цьому просте доведення полягає в переході до її двоїстого переформулювання:
| Якщо на площині дано таку скінченну множину прямих, що через будь-яку точку перетину двох даних прямих проходить ще одна з них, то всі вони проходять через одну точку або паралельні. |

### Доведення двоїстого переформулювання

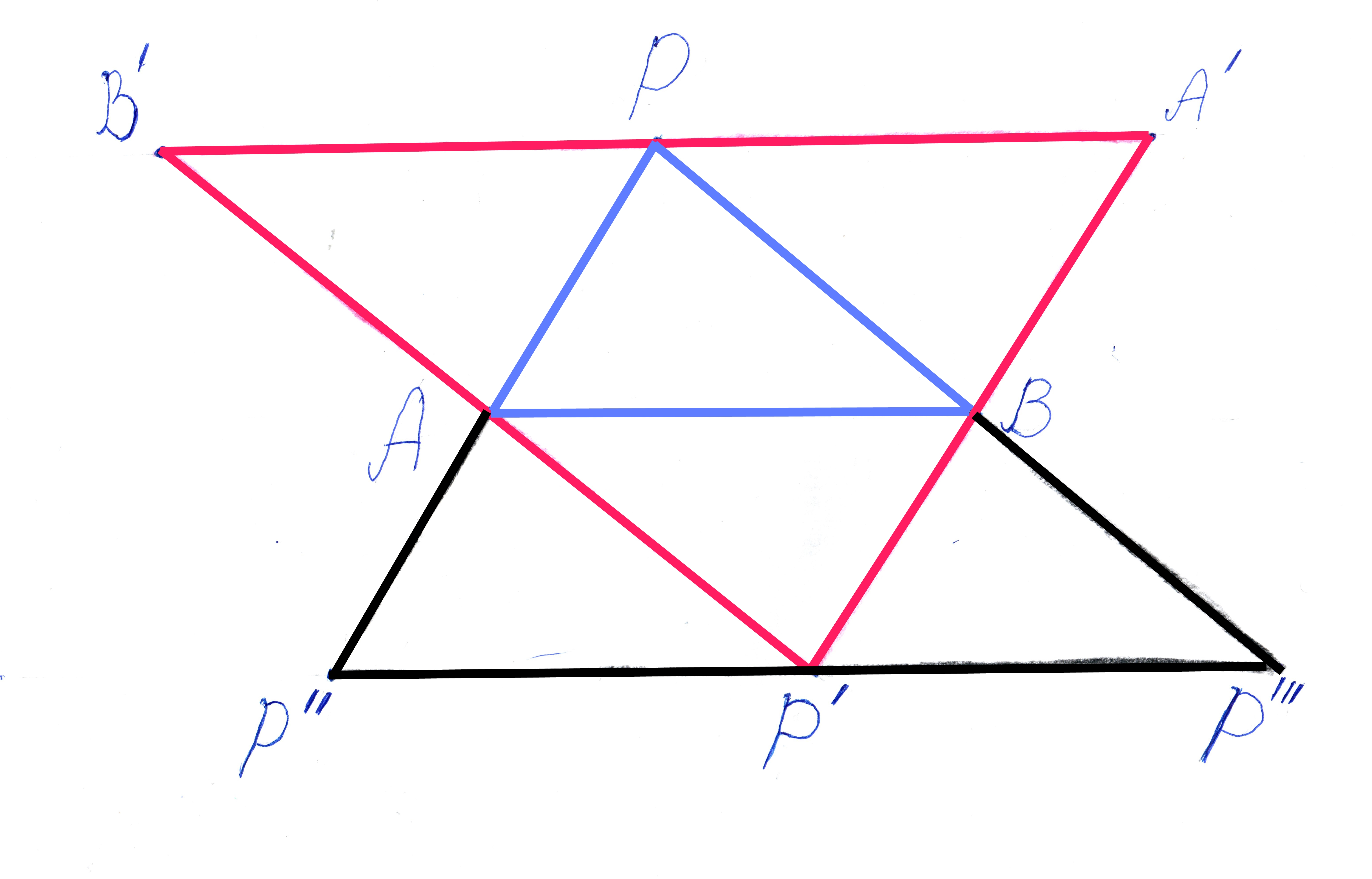

Нехай одна з даних прямих {\displaystyle \ell } не проходить через одну з точок перетину {\displaystyle P}. Знайдемо точку перетину і пряму, для яких відстань менша, ніж від {\displaystyle P} до {\displaystyle \ell }. Оскільки число перетинів скінченне, це дасть суперечність. Випадок, коли через {\displaystyle P} проходить пряма, не паралельна {\displaystyle \ell }, зображено на малюнку. Якщо ж третя пряма, що проходить через {\displaystyle P}, паралельна до прямої {\displaystyle \ell }, то розглянемо трикутник {\displaystyle A'B'P'}, середні лінії якого утворюють трикутник {\displaystyle ABP}, де {\displaystyle A} і {\displaystyle B} — точки перетину двох прямих, що проходять через {\displaystyle P}, з прямою {\displaystyle \ell }. Якщо третя пряма, що проходить через {\displaystyle A}, не перетинає відрізка {\displaystyle BP'}, то відстань від точки {\displaystyle P} до неї менша, ніж до {\displaystyle \ell }. Аналогічно, якщо третя пряма, що проходить через {\displaystyle B}, не перетинає відрізка {\displaystyle AP'}, то відстань від точки {\displaystyle P} до неї менша, ніж до {\displaystyle \ell }. Якщо ж третя пряма, що проходить через {\displaystyle A}, перетинає відрізок {\displaystyle BP'} і третя пряма, що проходить через {\displaystyle B}, перетинає відрізок {\displaystyle AP'}, то виникає точка перетину цих прямих. Якщо вона не збігається з {\displaystyle P'}, то вона ближче до прямої {\displaystyle \ell }, ніж {\displaystyle P}. Якщо ж вона збігається з {\displaystyle P'}, то можна застосувати вищенаведене міркування до неї і прямої {\displaystyle \ell }. Виникне трикутник {\displaystyle PP''P'''}, середні лінії якого утворюють трикутник {\displaystyle ABP'}. Замінюючи тепер у наших міркуваннях трикутник {\displaystyle ABP} трикутником {\displaystyle P''P'A} і діючи далі аналогічно, отримуємо суперечність зі скінченністю множини. ■

### Пряме доведення
Пряме доведення знайшов через пів століття Келлі
Припустимо неколінеарність точок даної множини. Вибираємо пару: її точка {\displaystyle A} і пряма {\displaystyle d}, для якої відстань від {\displaystyle A} до {\displaystyle d} мінімальна додатна; така пара існує з огляду на скінченність множин точок і з'єднувальних прямих. Позначимо на {\displaystyle d} три точки: {\displaystyle B}, {\displaystyle C} і {\displaystyle D} з даної множини. Нехай точка {\displaystyle P} є основою перпендикуляра, опущеного з {\displaystyle A} на {\displaystyle d}. Не зменшуючи загальності, можна вважати, що точки {\displaystyle P}, {\displaystyle B} і {\displaystyle C} розташовані на {\displaystyle d} в зазначеному порядку; при цьому точки {\displaystyle P} і {\displaystyle B} можуть збігатися. Тоді відстань від точки {\displaystyle B} до прямої {\displaystyle AC} додатна і менша, ніж від {\displaystyle A} до {\displaystyle d}. Суперечність. ■

#### Зауваження
Оскільки в доведенні ніяк не використовується умова, що всі точки лежать у площині, теорема Сильвестра поширюється на множини в евклідовому просторі довільної розмірності.